# Luc Soete
Luc Soete (Sint-Jans-Molenbeek, 15 september 1950) is een Belgisch econoom met een internationale reputatie. Soete is/was onder andere hoogleraar Internationale Economische Betrekkingen aan de Universiteit Maastricht, mede-oprichter en directeur van UNU-MERIT, lid van de Raad van Bestuur van de Maastricht School of Management, en decaan van de Maastricht Graduate School of Governance en de Brussels School of Governance. Van 2012 tot 2016 was hij rector magnificus van de Universiteit Maastricht.

## Biografische schets
Luc Soete werd geboren als vierde van zes kinderen (allen zonen) in het gezin van Albert Soete en Jeanne van den Auweele. Zijn grootvader was de architect Jules Soete (1881-1955). Zijn oudere broer Paul Soete (1949) is een bekend bestuurder. Luc Soete groeide op in Sint-Jans-Molenbeek in het Brussels Hoofdstedelijk Gewest. Hij ziet zichzelf als Belg en Nederlandstalig Brusselaar.
Soete studeerde algemene economische wetenschappen en ontwikkelingseconomie aan de Universiteit Gent (1968-1972). Hij startte zijn loopbaan als onderzoeker aan de economische faculteit van het toenmalige UFSIA, later Universiteit Antwerpen. In 1978 haalde hij zijn doctoraat in de economie aan de Universiteit van Sussex (1975-1978). Hij werkte achtereenvolgens bij het Institute of Development Studies en de Science Policy Research Unit (SPRU), beide van de Universiteit van Sussex. Laatstgenoemd instituut (SPRU) was opgericht door Christopher Freeman, die door Soete als zijn leermeester wordt beschouwd. In 1985-86 was Soete gastdocent aan de economische faculteit van de Stanford-universiteit. In 1986 werd hij benoemd tot gewoon hoogleraar aan de toenmalige Rijksuniversiteit Limburg (thans Universiteit Maastricht), waar hij in 1988 het Maastricht Economic Research Institute on Innovation and Technology (MERIT) oprichtte, naar het voorbeeld van de Angelsaksische SPRU. In 2006 werd MERIT samengevoegd met het Institute for New Technologies van de United Nations University (UNU-INTECH), met als nieuwe naam UNU-MERIT. Onder leiding van Soete ontwikkelde het onderzoeksinstituut zich tot een internationale denktank. Zowel in Sussex als in Maastricht had Soete, onder andere als promotor, grote invloed op jongere wetenschappers als Gary Pisano, Pari Patel, Sally Wyatt, John Hagedoorn, Bas ter Weel en Bart Verspagen. Vier daarvan (Wyatt, Hagedoorn, Verspagen en Ter Weel) werden eveneens aangesteld als hoogleraar te Maastricht.
Met andere economen uit de 'Sussex school', waaronder Christopher Freeman, Keith Pavitt en Giovanni Dosi, met wie hij veel samen publiceerde, kan Luc Soete beschouwd worden als een van de grondleggers van innovatiestudies. Dit brede multi-disciplinaire gebied dat de aard, oorsprong, alsmede de determinanten en sociaal maatschappelijke gevolgen van innovatie in alle facetten probeert bloot te leggen, heeft zowel in Nederland als wereldwijd een enorme expansie gekend. Meest geciteerde publicaties van Soete zijn onder meer The Economics of Industrial Innovation (samen met Freeman) uit 1997, The economics of technical change and international trade (samen met Dosi en Pavitt) uit 1990 en de bundel met evolutionaire bijdragen Technical Change and Economic Theory (uitgegeven samen met Dosi, Freeman, Nelson en Silverberg) uit 1988, ter gelegenheid van de start van MERIT.
Naast het meer theoretische en conceptuele onderzoek heeft Soete ook bijdragen geleverd aan de empirische analyse van technologische ontwikkeling en innovatie onder meer als mede-grondlegger van het eerste Europese Science & Technology Indicatoren Rapport. Ook is Soete bekend vanwege de belangrijke beleidsimpulsen die van zijn onderzoeksbevindingen zijn uitgegaan. Daarbij aarzelde hij niet om nieuwe en soms controversiële paden te bewandelen. Te denken valt onder meer aan zijn pleidooi in 1996 voor een "bit" of "cyber tax". Hij speelde ook een belangrijke rol in de inhoudelijke vormgeving en voorbereiding van de Europese Topconferentie in Lissabon in 2000. In 1996 en 2002 gaf hij de Nederlandse Innovatielezing. In 2001 werkte hij mee aan de inburgeringscursus van de toekomstige prinses Máxima, door haar kennis te laten nemen van de Nederlandse en Europese kenniseconomie. In 2005 was hij voorzitter van een Belgische 'high level expertisegroep' rond het behalen van de zogenaamde 3%-norm, het percentage van het BBP voor onderzoek- en ontwikkelingsuitgaven zoals voorgesteld door de Europese Commissie, waaraan elke lidstaat van de EU in 2010 zou moeten voldoen. In 2007 werd Soete genoemd als nummer 4 in de Europese Kennis Top 10 van de Nederlandse Science Guide. In 2012 hield hij een pleidooi voor de invoering van het familiestemrecht.

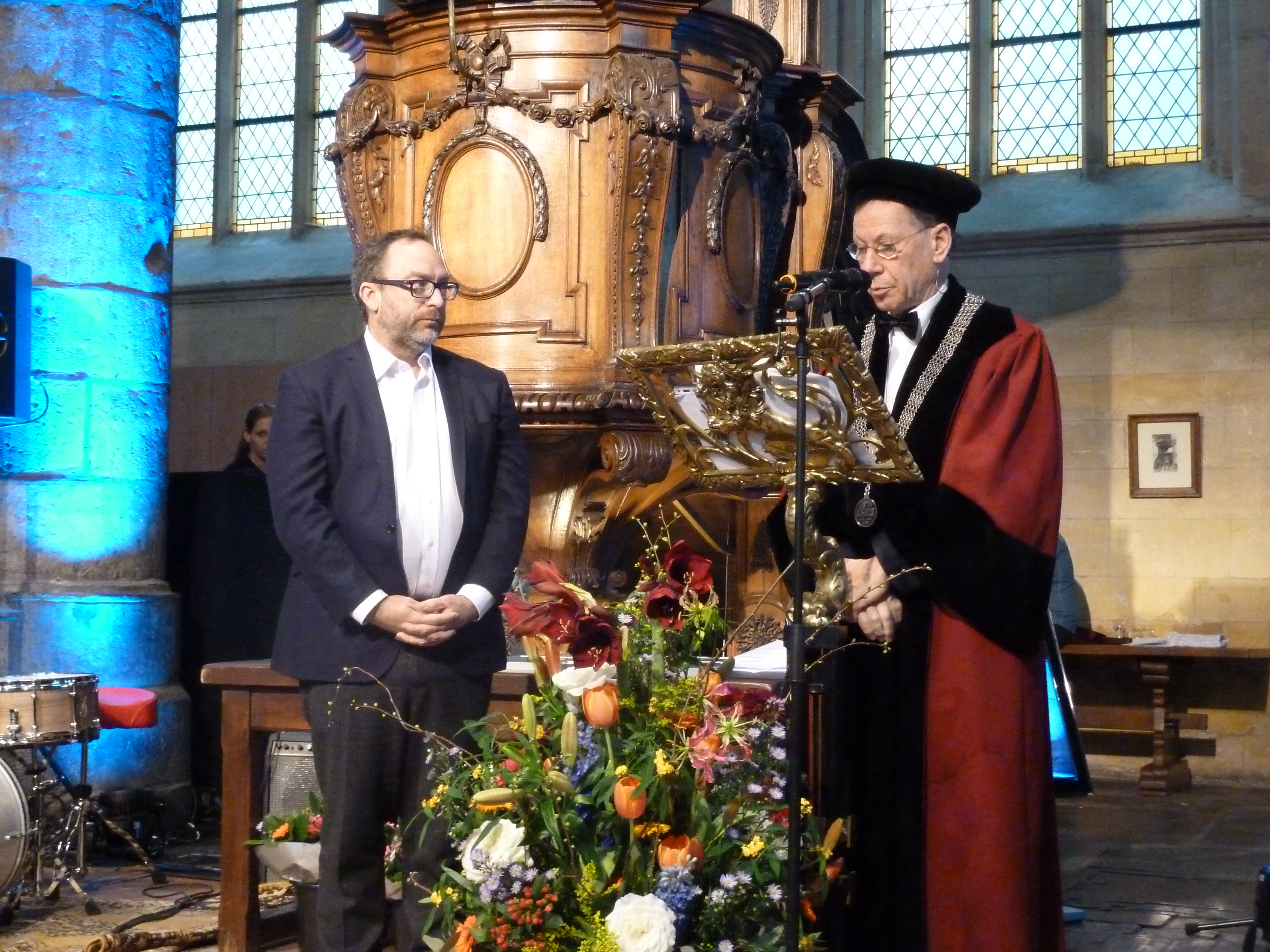
Luc Soete reikt als rector magnificus van de Universiteit Maastricht een eredoctoraat uit aan Jimmy Wales (2015)

Soete was van 2004 tot 2015 lid van de Raad van Bestuur van de Maastricht School of Management (MSM). In 2010 werd hij directeur van de Maastricht Graduate School of Governance van de Universiteit Maastricht (UM). Van 2012 tot 2016 was hij rector magnificus van de UM, in een periode waarin deze universiteit een sterke groei en internationalisering doormaakte. Sinds 2018 is hij vicevoorzitter van de raad van toezicht van de Technische Universiteit Delft. In 2019 werd hij decaan van de Brussels School of Governance.
Naast zijn wetenschappelijke en bestuurlijke activiteiten toont Soete een grote maatschappelijke betrokkenheid. Vanaf 1997 publiceerde hij in het regionale dagblad De Limburger met onregelmatige tussenpozen columns over zowel actuele plaatselijke als internationale ontwikkelingen. Zo schreef hij over de verhouding stad-universiteit, bepleitte hij het samengaan van UM, LUC en OU, vergeleek hij de Belgische economie met de Nederlandse, keerde hij zich tegen verdere afgraving van de Sint-Pietersberg, verzette hij zich tegen de door burgemeester Leers gepropageerde komst naar Maastricht van een Amerikaans megacasino en nam hij de mannelijke dominantie in het Maastrichtse carnaval op de hak. In zijn laatste column van 30 augustus 2019 gaf hij aan niet meer te willen meewerken aan een krant die vrijwel uitsluitend door mannen werd volgeschreven. Ook zijn tweewekelijks verschijnende columns in Intermediair (2000-2002) hadden een vrij luchtig karakter, alhoewel deze wel meer op het economisch beleid toegespitst waren. Naar eigen zeggen hielp hem het schrijven van deze columns om te blijven relativeren.
Eind 2021 lanceerde Soete, samen met de eveneens in Maastricht woonachtige architect en stedenbouwkundige Jo Coenen, een plan voor de gedeeltelijke ondertunneling van de spoorzone in Maastricht. Het plan, dat geheel op eigen initiatief en op persoonlijke titel tot in detail was uitgewerkt, werd in 2022 gepresenteerd in een expositie in het Centre Céramique. Hoewel het idee aanvankelijk met enige scepsis werd ontvangen, groeide geleidelijk de politieke steun. In 2023 verrichtte ProRail op verzoek van het gemeentebestuur een haalbaarheidsonderzoek. Na een negatief advies van ProRail ("te duur") paste het tweetal het plan aan van een gedeeltelijke, naar een volledige ondertunneling, waardoor het plan door een grotere grondopbrengst rendabeler zou zijn.
Soete is gehuwd met de juriste Ingrid Meertens. Het echtpaar heeft twee kinderen.

## Onderscheidingen; lidmaatschappen
- In 2006 werd Luc Soete benoemd tot Commandeur in de Kroonorde.
- Bij zijn afscheid als rector magnificus van de UM ontving hij in 2016 uit handen van burgemeester Annemarie Penn-te Strake het Teken van Verdienste van de stad Maastricht.[9]
- Soete ontving driemaal een eredoctoraat: van de Universiteit Gent (2010), van de Universiteit van Luik (2014) en van de Universiteit van Sussex (2016).[3] Bij de Universiteit Maastricht bekleedt hij een ereprofessoraat Internationale Economische Betrekkingen.[15]
- Soete was van 2004-2016 lid van de Nederlandse Adviesraad voor wetenschap, technologie en innovatie (AWTI). Sinds 2005 is hij lid van de Koninklijke Nederlandse Akademie van Wetenschappen (KNAW) en sinds 2022 van de Expert Group on the Economic and Societal Impact of Research and Innovation (ESIR), een adviescollege van de Europese Commissie.[3] Verder is hij lid van de raad van advies van de Business School van de Universiteit van Sussex en het UNU Institute on Comparative Regional Integration Studies (UNU-CRIS) in Brugge.[15]